# 2008-as Formula–1 bahreini nagydíj
Az bahreini nagydíj a 2008-as Formula–1 világbajnokság harmadik versenye. 2008. április 6-án rendezték meg a Bahrain International Circuit-ön, Sakhirban, Bahreinben.
Ezen a nagydíjon debütált az az új szabály, amely szerint az időmérő edzés harmadik, 10 perces szakaszában a versenyzők fel-és levezető körüket egy előre meghatározott szintidő alatt kell teljesítsék. Ez az idő a bahreini nagydíjon 1:39.000 perc volt. A versenyen a McLaren csapat – az év első két nagydíjával ellentétben – csak az előző évi konstruktőr-világbajnokság alapján neki járó utolsó garázsokat foglalhatta el a bokszutcában, miután szabály alóli felmentést nem közölték a bahreini nagydíj szervezőivel. A bahreini herceg személyes kérésére távol maradt az eseménytől a Formula–1-es nagydíjak rendszeres látogatója, az FIA elnöke, Max Mosley, miután a brit sajtóban kompromittáló felvételek jelentek meg róla.

## Szabadedzések
Az első és a második pénteki szabadedzést is Felipe Massa nyerte csapattársa, Kimi Räikkönen előtt. A második szabadedzés során Lewis Hamilton kicsúszott a 7-es kanyarban és összetörte az autóját. A versenyző nem sérült meg a balesetben. A szombat délelőtti, harmadik szabadedzésen Nico Rosberg volt a leggyorsabb.

### Első szabadedzés
| Helyezés | Név                  | Csapat/Motor        | Elért idő | Különbség | Futott kör |
| -------- | -------------------- | ------------------- | --------- | --------- | ---------- |
| 1        | Felipe Massa         | Ferrari             | 1:32.233  |           | 20         |
| 2        | Kimi Räikkönen       | Ferrari             | 1:32.350  | + 0.117   | 15         |
| 3        | Nico Rosberg         | Williams-Toyota     | 1:32.415  | + 0.182   | 23         |
| 4        | Lewis Hamilton       | McLaren-Mercedes    | 1:32.705  | + 0.472   | 21         |
| 5        | Heikki Kovalainen    | McLaren-Mercedes    | 1:32.868  | + 0.635   | 20         |
| 6        | Nakadzsima Kazuki    | Williams-Toyota     | 1:33.121  | + 0.888   | 24         |
| 7        | Robert Kubica        | BMW Sauber          | 1:33.333  | + 1.100   | 16         |
| 8        | Jarno Trulli         | Toyota              | 1:33.539  | + 1.306   | 27         |
| 9        | David Coulthard      | Red Bull-Renault    | 1:33.788  | + 1.555   | 20         |
| 10       | Fernando Alonso      | Renault             | 1:33.815  | + 1.582   | 19         |
| 11       | Timo Glock           | Toyota              | 1:33.929  | + 1.696   | 28         |
| 12       | Mark Webber          | Red Bull-Renault    | 1:33.950  | + 1.717   | 20         |
| 13       | Nelson Piquet Jr.    | Renault             | 1:33.981  | + 1.748   | 24         |
| 14       | Nick Heidfeld        | BMW Sauber          | 1:34.106  | + 1.873   | 17         |
| 15       | Sébastien Bourdais   | Toro Rosso-Ferrari  | 1:34.235  | + 2.002   | 27         |
| 16       | Sebastian Vettel     | Toro Rosso-Ferrari  | 1:34.321  | + 2.088   | 32         |
| 17       | Giancarlo Fisichella | Force India-Ferrari | 1:34.892  | + 2.659   | 20         |
| 18       | Jenson Button        | Honda               | 1:34.915  | + 2.682   | 16         |
| 19       | Rubens Barrichello   | Honda               | 1:35.174  | + 2.941   | 12         |
| 20       | Adrian Sutil         | Force India-Ferrari | 1:35.429  | + 3.196   | 22         |
| 21       | Anthony Davidson     | Super Aguri-Honda   | 1:36.145  | + 3.912   | 6          |
| 22       | Szató Takuma         | Super Aguri-Honda   | 1:36.536  | + 4.303   | 6          |

### Második szabadedzés
| Helyezés | Név                  | Csapat/Motor        | Elért idő | Különbség | Futott kör |
| -------- | -------------------- | ------------------- | --------- | --------- | ---------- |
| 1        | Felipe Massa         | Ferrari             | 1:31.420  |           | 30         |
| 2        | Kimi Räikkönen       | Ferrari             | 1:32.327  | + 0.907   | 30         |
| 3        | Heikki Kovalainen    | McLaren-Mercedes    | 1:32.752  | + 1.332   | 30         |
| 4        | Lewis Hamilton       | McLaren-Mercedes    | 1:32.847  | + 1.427   | 26         |
| 5        | Robert Kubica        | BMW Sauber          | 1:32.915  | + 1.495   | 29         |
| 6        | Nico Rosberg         | Williams-Toyota     | 1:33.022  | + 1.602   | 34         |
| 7        | David Coulthard      | Red Bull-Renault    | 1:33.048  | + 1.628   | 27         |
| 8        | Nakadzsima Kazuki    | Williams-Toyota     | 1:33.098  | + 1.678   | 33         |
| 9        | Sébastien Bourdais   | Toro Rosso-Ferrari  | 1:33.197  | + 1.777   | 37         |
| 10       | Nelson Piquet Jr.    | Renault             | 1:33.247  | + 1.827   | 37         |
| 11       | Jenson Button        | Honda               | 1:33.710  | + 2.290   | 33         |
| 12       | Fernando Alonso      | Renault             | 1:33.755  | + 2.335   | 26         |
| 13       | Mark Webber          | Red Bull-Renault    | 1:33.782  | + 2.362   | 34         |
| 14       | Jarno Trulli         | Toyota              | 1:33.822  | + 2.402   | 38         |
| 15       | Timo Glock           | Toyota              | 1:33.856  | + 2.436   | 30         |
| 16       | Rubens Barrichello   | Honda               | 1:33.966  | + 2.546   | 35         |
| 17       | Nick Heidfeld        | BMW Sauber          | 1:34.023  | + 2.603   | 36         |
| 18       | Giancarlo Fisichella | Force India-Ferrari | 1:34.388  | + 2.968   | 35         |
| 19       | Adrian Sutil         | Force India-Ferrari | 1:34.405  | + 2.985   | 34         |
| 20       | Sebastian Vettel     | Toro Rosso-Ferrari  | 1:34.787  | + 3.367   | 30         |
| 21       | Szató Takuma         | Super Aguri-Honda   | 1:35.288  | + 3.868   | 24         |
| 22       | Anthony Davidson     | Super Aguri-Honda   | 1:35.712  | + 4.292   | 25         |

### Harmadik szabadedzés
| Helyezés | Név                  | Csapat/Motor        | Elért idő | Különbség | Futott kör |
| -------- | -------------------- | ------------------- | --------- | --------- | ---------- |
| 1        | Nico Rosberg         | Williams-Toyota     | 1:32.521  |           | 17         |
| 2        | Felipe Massa         | Ferrari             | 1:32.726  | + 0.205   | 10         |
| 3        | Mark Webber          | Red Bull-Renault    | 1:32.742  | + 0.221   | 16         |
| 4        | Jarno Trulli         | Toyota              | 1:32.901  | + 0.380   | 18         |
| 5        | David Coulthard      | Red Bull-Renault    | 1:32.918  | + 0.397   | 14         |
| 6        | Nakadzsima Kazuki    | Williams-Toyota     | 1:33.020  | + 0.499   | 16         |
| 7        | Robert Kubica        | BMW Sauber          | 1:33.024  | + 0.503   | 18         |
| 8        | Nelson Piquet Jr.    | Renault             | 1:33.074  | + 0.553   | 16         |
| 9        | Kimi Räikkönen       | Ferrari             | 1:33.237  | + 0.716   | 10         |
| 10       | Heikki Kovalainen    | McLaren-Mercedes    | 1:33.367  | + 0.846   | 15         |
| 11       | Sébastien Bourdais   | Toro Rosso-Ferrari  | 1:33.372  | + 0.851   | 17         |
| 12       | Giancarlo Fisichella | Force India-Ferrari | 1:33.392  | + 0.871   | 20         |
| 13       | Fernando Alonso      | Renault             | 1:33.445  | + 0.924   | 13         |
| 14       | Rubens Barrichello   | Honda               | 1:33.551  | + 1.030   | 18         |
| 15       | Timo Glock           | Toyota              | 1:33.595  | + 1.074   | 20         |
| 16       | Jenson Button        | Honda               | 1:33.600  | + 1.079   | 17         |
| 17       | Sebastian Vettel     | Toro Rosso-Ferrari  | 1:33.651  | + 1.130   | 14         |
| 18       | Lewis Hamilton       | McLaren-Mercedes    | 1:33.659  | + 1.138   | 14         |
| 19       | Adrian Sutil         | Force India-Ferrari | 1:33.857  | + 1.336   | 18         |
| 20       | Nick Heidfeld        | BMW Sauber          | 1:34.074  | + 1.553   | 16         |
| 21       | Anthony Davidson     | Super Aguri-Honda   | 1:34.591  | + 2.070   | 18         |
| 22       | Szató Takuma         | Super Aguri-Honda   | 1:34.952  | + 2.431   | 16         |

## Időmérő edzés
Száraz, napos időben 29 fokos levegő-és 47 fokos aszfalthőmérséklet mellett zajlott az időmérő edzés, amelyet – pályafutása során először – a lengyel Robert Kubica nyert meg. Az új szabály alkalmazása zökkenőmentes volt, a versenybírók senkit sem büntettek meg lassú haladásért.

### Első rész
A versenyzők többsége az első percekben a boxban maradt, arra várva, hogy a gyengébb csapatok autói megtisztítják a pályát a betétfutamokon felhordott portól. Az első mért kört Piquet tette meg, 1:33.913-as eredménnyel. Őt Vettel, Davidson és Szató követte. Piquet idejét Trulli javította meg, majd Hamilton futott egy 1:32.758-as kört, átvéve az ideiglenes pole-pozíciót. Nem sokkal később Szató kicsúszott a bokszutca bejárata előtt és a gumifalnak csapódott. Autójának hátsó szárnya és felfüggesztése összetörött, így nem tudta folytatni az edzést. Ezalatt Massa 1:31.937-re javította Hamilton idejét. A szakasz vége előtt 4:49 perccel piros zászlóval megállították az edzést, megvárva, amíg Szató autóját eltávolítják a veszélyes területről. Mindenki a boxba hajtott. Helyi idő szerint 14:20 órakor folytatódott az edzés. A hátralevő időben Trulli a 2. helyet szerezte meg, Massa idejét már senki sem tudta megjavítani. Bourdais az évben először bejutott a második szakaszba, kiesett Coulthard, Fisichella, Vettel, Sutil, Davidson és Szató. A versenyzők eredményeiket többnyire kemény keverékű gumikon futva érték el, a jobb tapadást biztosító lágy gumikat az edzés hátralevő részére tartalékolva.

### Második rész
A második etapban már az összes versenyző lágy keverékű gumit használt, hogy a lehető legjobb időt érje el. A két Renault-versenyző kezdte a legjobban a szakaszt, kisvártatva az idejüket Glock és Trulli is megjavította. Hamiltonnak sikerült 1:32 perc alá szorítani a köridejét, de Massa 1:31.188-cal a hétvége addigi leggyorsabb körét teljesítette és átvette a vezetést. A második helyre Kubica jött fel. A Hondával versenyző Buttonnek sikerült az első tízbe kerülnie, ami – tekintve a csapat eddigi teljesítményét – jó eredménynek mondható. Nem jutott tovább Webber, Barrichello, Glock, Piquet, Bourdais és Nakadzsima.

### Harmadik rész
Az utolsó tíz percben Rosberg hajtott ki először a pályára, érdekes módon kemény keverékű gumikon. Így előbb Heidfeld, majd a lágy abroncsokat használó Ferrari-és McLaren-versenyzők is sorra megelőzték. Kubica 1:33.350-es idejét Massa csak 11 ezredmásodperccel tudta megjavítani. Kis szünet következett, a mezőny nagy része kereket cserélt az utolsó mért köre előtt. Hamilton vette át a vezetést, az ő idejét Kubica az utolsó másodpercekben 1:33.096-ra javította. Räikkönen csak a 4. eredményt érte el Hamilton mögött. Massa az utolsó körében a nagy forgalom miatt már nem tudott javítani az idején, így Robert Kubicáé lett a pole-pozíció. Massa, Hamilton és Räikkönen után a másik McLaren-versenyző, Kovalainen következett. Kubica csapattársa, Heidfeld a 6. időt érte el, mögüle Trulli és Rosberg rajtolhattak. Az utolsó szakaszba idén először bekerülő Button a 9. helyet szerezte meg, Alonso előtt. Utóbbi két versenyző jelentős, mintegy egy másodperces lemaradással zárt az élen végzettekhez képest.

### Az edzés végeredménye
| Helyezés | Versenyző            | Csapat/Motor        | 1. rész  | 2. rész  | 3. rész  |
| -------- | -------------------- | ------------------- | -------- | -------- | -------- |
| 1        | Robert Kubica        | BMW Sauber          | 1:32.893 | 1:31.745 | 1:33.096 |
| 2        | Felipe Massa         | Ferrari             | 1:31.937 | 1:31.188 | 1:33.123 |
| 3        | Lewis Hamilton       | McLaren-Mercedes    | 1:32.750 | 1:31.922 | 1:33.292 |
| 4        | Kimi Räikkönen       | Ferrari             | 1:32.652 | 1:31.933 | 1:33.418 |
| 5        | Heikki Kovalainen    | McLaren-Mercedes    | 1:33.057 | 1:31.718 | 1:33.488 |
| 6        | Nick Heidfeld        | BMW Sauber          | 1:33.137 | 1:31.909 | 1:33.737 |
| 7        | Jarno Trulli         | Toyota              | 1:32.493 | 1:32.159 | 1:33.994 |
| 8        | Nico Rosberg         | Williams-Toyota     | 1:32.903 | 1:32.185 | 1:34.015 |
| 9        | Jenson Button        | Honda               | 1:32.793 | 1:32.362 | 1:35.057 |
| 10       | Fernando Alonso      | Renault             | 1:32.947 | 1:32.345 | 1:35.115 |
| 11       | Mark Webber          | Red Bull-Renault    | 1:33.194 | 1:32.371 |          |
| 12       | Rubens Barrichello   | Honda               | 1:32.944 | 1:32.508 |          |
| 13       | Timo Glock           | Toyota              | 1:32.800 | 1:32.528 |          |
| 14       | Nelson Piquet Jr.    | Renault             | 1:32.975 | 1:32.790 |          |
| 15       | Sébastien Bourdais   | Toro Rosso-Ferrari  | 1:33.415 | 1:32.915 |          |
| 16       | Nakadzsima Kazuki    | Williams-Toyota     | 1:33.386 | 1:32.943 |          |
| 17       | David Coulthard      | Red Bull-Renault    | 1:33.433 |          |          |
| 18       | Giancarlo Fisichella | Force India-Ferrari | 1:33.501 |          |          |
| 19       | Sebastian Vettel     | Toro Rosso-Ferrari  | 1:33.562 |          |          |
| 20       | Adrian Sutil         | Force India-Ferrari | 1:33.845 |          |          |
| 21       | Anthony Davidson     | Super Aguri-Honda   | 1:34.140 |          |          |
| 22       | Szató Takuma         | Super Aguri-Honda   | 1:35.725 |          |          |

## Futam

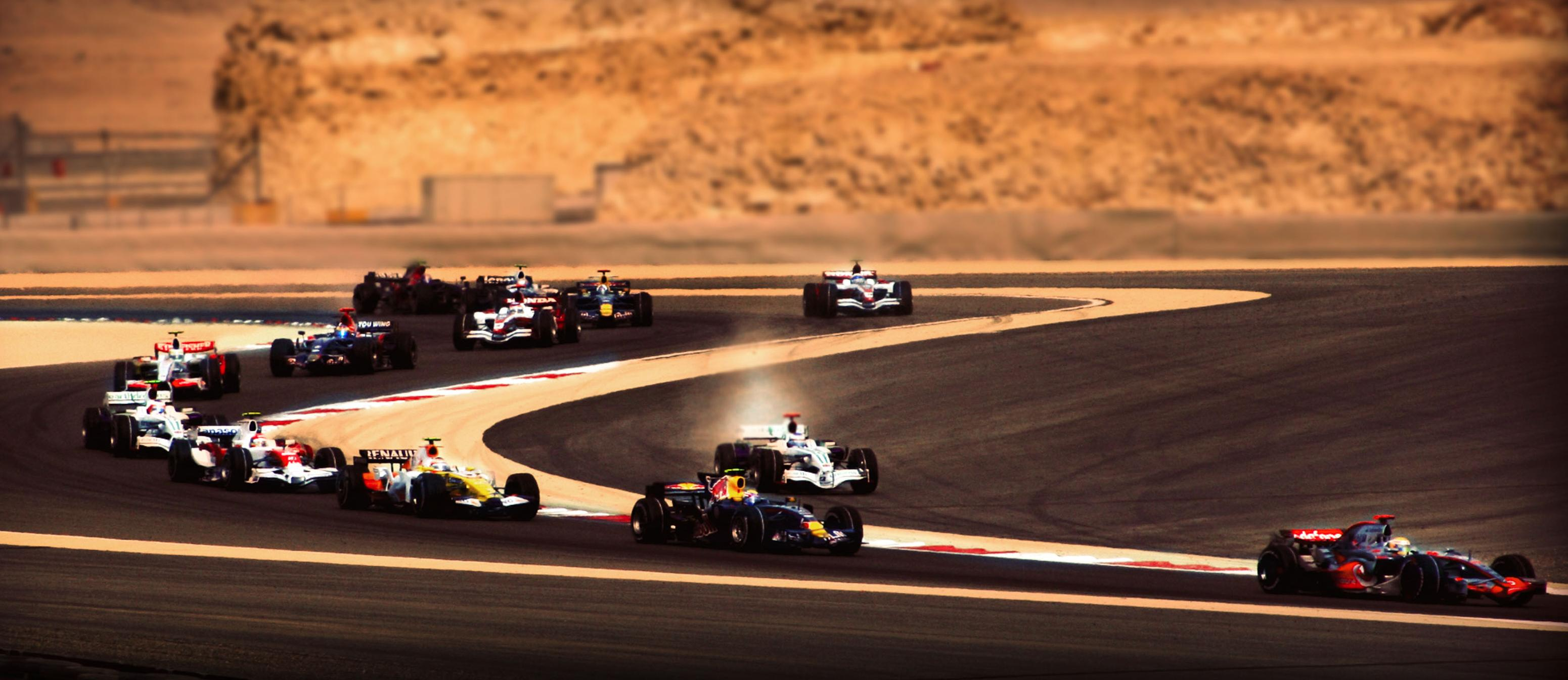
A mezőny hátsó fele a bahreini nagydíj első körében

A bahreini nagydíj száraz, napos időben zajlott. Az élmezőny versenyzői Nico Rosberg kivételével mind lágy keverékű gumikkal kezdték a versenyt. A felvezető körben Nelson Piquet rádión jelezte, hogy nem tud 2-es fokozatot kapcsolni és gondjai lehetnek a startnál.
A rajtjel után az élen Felipe Massa megelőzte Robert Kubicát, Kimi Räikkönen pedig a beragadó Lewis Hamiltont, aki mellett még sokan elmentek az első kanyar előtt. Kovalainen rövid ideig Räikkönen előtt haladt, de a Ferrari versenyzője hamar visszaelőzte. Az első kanyarokban számos koccanás történt és több versenyző kis is csúszott a pályáról. Közülük Vettel már nem tudta folytatni a versenyt és kiesett. A kör végén az élmezőny Massa, Kubica, Räikkönen, Kovalainen, Trulli, Heidfeld sorrendben haladt át a célvonalon. A 2. kör elején a 10. helyen haladó Hamilton hátulról beleütközött az előtte haladó Alonsóba. Autójának eleje egy pillanatra a levegőbe emelkedett és letörött az első vezetőszárnya. Alonso autója csak kisebb mértékben sérült. Hamilton a boxba hajtott szárnycserére, őt Coulthard követte hasonló okból. A célegyenes végén Räikkönen kifékezte Kubicát és feljött a második helyre. (Kubica a verseny után azt nyilatkozta, hogy korábban megcsúszott egy olajfolton, Räikkönen ezért tudott előzési pozícióba kerülni vele szemben.) Heidfeld Trullit és Kovalainent is megelőzve a 4. helyen haladt. Trulli mögött Rosberg és Webber voltak még pontszerző helyen. Előbbi az elkövetkező körökben többször is megpróbálta megelőzni Trullit, de a Toyota versenyzője megvédte a pozícióját.

Kubica tartani tudta a lépést Räikkönennel és az 5. körben a verseny addigi leggyorsabb körét autózta, 1:36.186-tal. Massa ezalatt körönként 0.8 mp-cel gyorsabb volt a mögötte haladóknál. A 13. helyen Bourdais sikerrel tartotta maga mögött a többször is előzni próbáló Piquet. A 9. körben a nagyon lassan haladó Sutil lett az első lekörözött versenyző. A 9. Alonso sikerrel verte vissza Glock előzési kísérleteit. A 11. körben Piquet megelőzte Bourdaist. Az élen Massa előnye stabilan 4 másodperc körül volt Räikkönennel szemben, aki a 14. körben átvette a leggyorsabb kört Kubicától. A boxkiállása után 18. helyen álló Hamilton körönként mintegy 2 másodperccel volt lassabb Massánál, mint utóbb kiderült, azért, mert szokatlanul nagy üzemanyagmennyiséget tankolt. Az utolsó helyen haladó Sutilt saját csapattársa, Fisichella is lekörözte.

A 17. körben Rosberg és Kubica kezdték meg a tervezett boxkiállásokat, utóbbi a 9. helyre érkezett vissza a pályára. A kivezető körén, hideg gumikon autózva vétett egy kisebb hibát, de korrigálni tudott. Coulthard és Button nem sokkal később összeütköztek a 8-as kanyarban, a mögöttük haladó Massa időveszteség nélkül ki tudta kerülni őket. Button autójának az eleje sérült, a boxba hajtott, majd a 20. körben fel is adta a futamot. Coulthard versenyben maradt. A következő körökben az élen haladók közül mindenki kiáltt tankolni és kereket cserélni, a sorrend nem változott. Egyedül Webbernek sikerült Rosberg elé kerülnie a 22. körben, mert 5 körrel tovább kint tudott maradni a pályán, mint a Williams versenyzője. Hamilton Szatót megelőzve feljött a 14. helyre. A 24. körben Glock hajtotta végre utoljára az első boxkiállását és Alonso elé tért vissza a pályára.

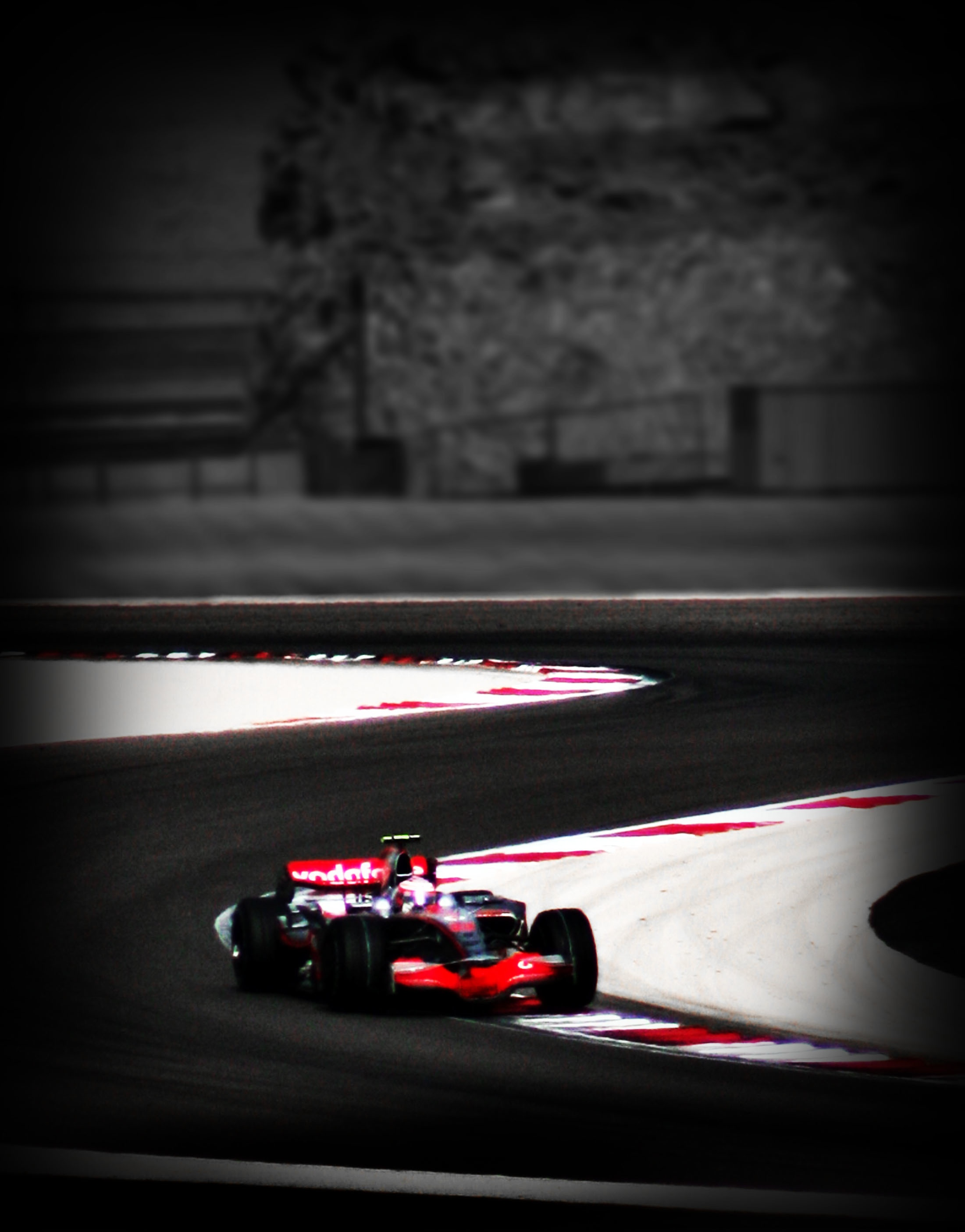
Kovalainen a bahreini nagydíjon

A következő körökben Hamilton nyomás alatt tartotta az előtte autózó Fisichellát, de csak közvetlenül második kerékcseréje előtt, a 30. körben tudta megelőzni. A versenybe visszaállva Massa lekörözte. Räikkönen egyre közeledett Massához, a 36. körben leggyorsabb kört ért el, de a lekörözött versenyzők, köztük Nakadzsima feltartották, és a boxkiállások után nem tudott Massa elé kerülni. Kubica, hosszabb második etapjának köszönhetően közelebb került a Ferrari versenyzőihez. A 40. körben a rajt óta váltóproblémákkal küszködő Piquet kiállt a versenyből.

A második boxkiállások során a versenyzők többsége kemény keverékű abroncsokra váltott, amelyekkel a BMW-k érezhetően gyorsabbak voltak. Kubica hátránya egyre csökkent Räikkönenhez képest, de a sok lekörözés miatt nem tudott előzési pozícióba kerülni. Az 5. helyen haladó Kovalainen a 47. körben futotta meg a verseny leggyorsabb körét, 1:33.193-mal. Hamilton az 54. körben megszerezte a 13. helyet Nakadzsimától, aki ezúttal Heidfeldet tartotta fel.
Az élen már nem változott a helyzet a verseny végéig, így Felipe Massa 2007 után ismét megnyerte a bahreini nagydíjat. Kimi Räikkönen második helyével kettős győzelmet szerzett a Ferrarinak, Robert Kubica pályafutása során harmadszor állhatott dobogóra. A pontszerző helyeken Heidfeld, Kovalainen, Trulli, Webber, Rosberg volt a sorrend. Glock, Alonso és Barrichello még körön belül fejezték be a versenyt, Hamilton csak a 13. lett, 1 kör hátrányban. Vettel, Button és Piquet kiestek.

Az egyéni világbajnokságban Räikkönen 19 ponttal átvette a vezetést, Heidfeld megőrizte a második helyét, a pontot nem szerző Hamilton a 3. helyre csúszott vissza. Vele azonos pontszámmal áll Kovalainen és Kubica. A konstruktőrök között BMW Sauber egy ponttal a Ferrari előtt áll, majd a McLaren következik, szintén egy ponttal lemaradva. Az évben pontot még nem szerző Honda, Force India és Super Aguri csapatok közül az utóbbi azzal vigasztalódhatott, hogy legalább mindkét versenyzője célba ért.
| Helyezés | Rajthely | #  | Versenyző            | Csapat/Motor        | Kör | Idő/Kiesés oka | Pont |
| -------- | -------- | -- | -------------------- | ------------------- | --- | -------------- | ---- |
| 1        | 2        | 2  | Felipe Massa         | Ferrari             | 57  | 1h31:06.970    | 10   |
| 2        | 4        | 1  | Kimi Räikkönen       | Ferrari             | 57  | +3.339         | 8    |
| 3        | 1        | 4  | Robert Kubica        | BMW Sauber          | 57  | +4.998         | 6    |
| 4        | 6        | 3  | Nick Heidfeld        | BMW Sauber          | 57  | +8.409         | 5    |
| 5        | 5        | 23 | Heikki Kovalainen    | McLaren-Mercedes    | 57  | +26.789        | 4    |
| 6        | 7        | 11 | Jarno Trulli         | Toyota              | 57  | +41.314        | 3    |
| 7        | 11       | 10 | Mark Webber          | Red Bull-Renault    | 57  | +45.473        | 2    |
| 8        | 8        | 7  | Nico Rosberg         | Williams-Toyota     | 57  | +55.889        | 1    |
| 9        | 13       | 12 | Timo Glock           | Toyota              | 57  | +1:09.500      |      |
| 10       | 10       | 5  | Fernando Alonso      | Renault             | 57  | +1:17.181      |      |
| 11       | 12       | 17 | Rubens Barrichello   | Honda               | 57  | +1:17.862      |      |
| 12       | 18       | 21 | Giancarlo Fisichella | Force India-Ferrari | 56  | +1 kör         |      |
| 13       | 3        | 22 | Lewis Hamilton       | McLaren-Mercedes    | 56  | +1 kör         |      |
| 14       | 16       | 8  | Nakadzsima Kazuki    | Williams-Toyota     | 56  | +1 kör         |      |
| 15       | 15       | 14 | Sébastien Bourdais   | Toro Rosso-Ferrari  | 56  | +1 kör         |      |
| 16       | 21       | 19 | Anthony Davidson     | Super Aguri-Honda   | 56  | +1 kör         |      |
| 17       | 22       | 18 | Szató Takuma         | Super Aguri-Honda   | 56  | +1 kör         |      |
| 18       | 17       | 9  | David Coulthard      | Red Bull-Renault    | 56  | +1 kör         |      |
| 19       | 20       | 20 | Adrian Sutil         | Force India-Ferrari | 55  | +2 kör         |      |
| Kiesett  | 14       | 6  | Nelson Piquet Jr.    | Renault             | 40  | Sebességváltó  |      |
| Kiesett  | 9        | 16 | Jenson Button        | Honda               | 19  | Ütközés        |      |
| Kiesett  | 19       | 15 | Sebastian Vettel     | Toro Rosso-Ferrari  | 0   | Ütközés        |      |

## A világbajnokság élmezőnyének állása a futam után
| H  | Versenyzők        | Pont | H  | Konstruktőrök      | Pont |
| -- | ----------------- | ---- | -- | ------------------ | ---- |
| 1  | Kimi Räikkönen    | 19   | 1  | BMW Sauber         | 30   |
| 2  | Nick Heidfeld     | 16   | 2  | Ferrari            | 29   |
| 3  | Lewis Hamilton    | 14   | 3  | McLaren-Mercedes   | 28   |
| 4  | Robert Kubica     | 14   | 4  | Williams           | 10   |
| 5  | Heikki Kovalainen | 14   | 5  | Toyota             | 8    |
| 6  | Felipe Massa      | 10   | 6  | Renault            | 6    |
| 7  | Jarno Trulli      | 8    | 7  | Red Bull - Renault | 4    |
| 8  | Nico Rosberg      | 7    | 8  | Toro Rosso-Ferrari | 2    |
| 9  | Fernando Alonso   | 6    | 9  |                    |      |
| 10 | Mark Webber       | 4    | 10 |                    |      |
| 11 | Nakadzsima Kazuki | 3    | 11 |                    |      |

## Statisztikák
Vezető helyen:
- Felipe Massa: 51 (1-39 / 46-57)
- Nick Heidfeld: 4 (42-45)
- Robert Kubica: 2 (40-41)

Felipe Massa 6. győzelme, Robert Kubica 1. pole-pozíciója, Heikki Kovalainen 2. leggyorsabb köre.
- Ferrari 203. győzelme.
- Itt szerezte meg első pole-pozícióját Robert Kubica. Ez volt egyben az első alkalom is, amikor lengyel versenyző indult az első helyről. A BMW Saubernek is ez az első rajtkockás versenye.
- A McLaren csapat a 2007-es ausztrál nagydíjtól a 2008-as maláj nagydíjig minden futamon dobogós volt. Ez a 19 futamon át tartó sorozat itt szakadt meg.
- Ez volt az első alkalom, amikor Felipe Massa úgy nyert futamot, hogy nem az első helyről indult.
- A BMW Sauber csapat a futam után történetében először vezette a konstruktőrök világbajnokságát.